# Capivari de Baixo
Capivari de Baixo é um município brasileiro do estado de Santa Catarina. Localiza-se a uma latitude 28º26'41" sul e a uma longitude 48º57'28" oeste, estando a uma altitude de 12 metros. Sua população estimada em 2010 era de 21.689 habitantes, com área de 53.165 km². 
Capivari de Baixo está situado na região da AMUREL (Associação de Municípios da Região de Laguna) que é composta por 17 municípios, cujo centro é Tubarão.

## Energia termelétrica
Capivari de Baixo é sede do Complexo Termoelétrico Jorge Lacerda (Tractebel Energia), considerado o maior complexo termoelétrico a carvão da América Latina. O Complexo Termoelétrico pode ser visto às margens da rodovia BR-101. Capivari de Baixo também é conhecida como a capital termoelétrica da América Latina. Baseado em tecnologias italiana, alemã e tcheca, o complexo termoelétrico também contribui em outros ramos da atividade industrial, como o desenvolvimento da região carbonífera do estado e o incremento da Estrada-de-ferro Dona Teresa Cristina.
O complexo é formado por três usinas térmicas, com potência total de 853 MW. Fazia parte do parque gerador da estatal Eletrosul, juntamente com outras duas usinas térmicas, três usinas hidrelétricas e duas usinas em construção. Todo o parque foi privatizado no segundo mandato da gestão do presidente Fernando Henrique Cardoso.

## Clima
Segundo o instituto Koppen, Capivari de Baixo possui clima mesotérmico úmido, sem estação seca e com as quatro estações bem definidas. A temperatura varia de 38 °C (janeiro) à 0 °C (julho), com média anual de 19 °C. A umidade relativa do ar apresenta média de 80%. Os ventos dominantes são quadrante nordeste, porém o vento sul que sopra no inverno atinge maior velocidade.